# Barbus tongaensis
Barbus tongaensis är en fiskart som beskrevs av Rendahl, 1935. Barbus tongaensis ingår i släktet Barbus och familjen karpfiskar. IUCN kategoriserar arten globalt som otillräckligt studerad. Inga underarter finns listade.